# 奥村茂雄
奥村 茂雄（おくむら しげお、1972年5月25日 - ）は、日本のプロレスラー。リングネームはOKUMURA（オクムラ）。

## 経歴
栗栖正伸トレーニングジムでトレーニングを積む。その後、IWA格闘志塾に入団。
1994年12月31日、神奈川県横浜市無国籍屋台15番地ヨンドンにて菊澤光信（現：菊タロー）を相手にデビュー。
1995年に石川敬士が率いる東京プロレスに移籍して石川の付け人を務める。エース・石川のパートナーとして活躍していたが、1996年、折原昌夫、田村忍と共に東プロマットの改革を訴え、ヤングデストロイヤーズを結成する。同年、奥村自身もメインに出場した両国国技館大会をもって東京プロレスは崩壊。その後、東プロは新体制FFFに移行するが、奥村は土壇場で参加せず石川と合流。川畑輝鎮らも含めた東京プロレス軍団を名乗り、東プロ軍団総出で石川の古巣WAR事務所に乗り込み参戦の意思表示をする。1997年に入り、東京プロレス軍団は石川一家と名前を変えて石川一家は複数のプロレス団体へ対抗戦を仕掛ける。WAR、I.W.A.JAPAN、大日本プロレスとの対抗戦を継続しながら石川一家としての自主興行も開催。そして石川が新日本プロレスの木村健悟との合体を果たしたのを機に奥村も新日本プロレスへ参戦した。その後、カナダ・カルガリーに遠征。現地で奪取したベルトを手土産に石川が興した新東京プロレスにバッドニュース・アレン、ジェリー・モローらと共にヒールサイドとして参戦。1998年1月、石川孝志が引退を賭けたシングルマッチを制し、念願の石川越えを果たした。この試合をもって石川は引退。師・石川から形見としてガウンを贈呈された。その後、新東京プロレスは活動停止になり、フリーとして各団体に参戦。

### 全日本プロレス
1998年2月に全日本プロレス初参戦を果たした。その後もスポット参戦を続け、同団体初の単独開催の東京ドーム大会にも出場した。
同時進行でインディマットではインディ世代闘争をアピールし、IWAの山田圭介、松田慶三らと共にザ・グレート・カブキ、ターザン後藤、剛竜馬らとの抗争を展開。
1999年に入り本格的にWARマットに参戦する。荒谷信孝（現：荒谷望誉）との本格合体を果たした。荒谷の地元神奈川県茅ヶ崎市で合同合宿を張り打倒天龍源一郎を掲げる。同年、荒谷と共にカナダにも遠征し、エドモントンでCAWFカンナムタッグ選手権を奪取した。
2000年に入り、全日本分裂騒動の中、10月に全日本プロレスへ正式入団。ターメリック・ストームと抗争するなど中堅として活躍していた。
2004年3月をもって全日本プロレスを退団。

### CMLL
5月からメキシコに渡り、CMLLにルードとして参戦。アレナコリセオ大会のセミファイナルでデビュー。アレナメヒコではメインイベントでデビュー。メキシコ入り後はドクトル・ワグナー・ジュニア、ブラック・タイガー（現：シルバー・キング）らと組む。12月5日、アレナコリセオ大会での金網髪切り戦でネグロ・カサスに敗れ丸坊主になる。
2005年2月、日本武道館で行われたジャイアント馬場7回忌追善興行に出場するため再び全日本プロレスに参戦。嵐と組んで荒谷望誉、石狩太一と対戦。7分49秒、嵐が石狩をパワーボムで下し勝利した。新日本プロレスからメキシコ入りした田口隆祐とのタッグ、ツナミ・デ・オリエンテとして活躍。9月、新日本プロレスの棚橋弘至、中邑真輔とのトリオでCMLLの年間最大のビッグイベントであるアニベルサリオ大会に出場を果たした。闘龍門の大原はじめ、新日本プロレスからメキシコに遠征していた後藤洋央紀も加えたトリオでお揃いの袴スタイルのコスチュームで活躍。
2008年6月、アレナメヒコでの試合中に右鎖骨骨折の大怪我を負い欠場するも11月に復帰。
2009年に入り、新日本プロレスにミスティコらと共に参戦。同時にCMLLマットでは新日本プロレスの裕次郎、内藤哲也と共に日本人チーム、ラ・オーラ・アマリジャ(La Ola Amarilla)を結成、ラ・オーラ・アマリジャのリーダー格として活躍する。同年9月、獣神サンダー・ライガーも含めた4人でCMLL76周年アニベルサリオ大会のセミファイナルで勝利を収めた。アニベルサリオ大会後、CMLLが毎年開催する勝利者がエストレージャに昇格するトルネオ・ラ・グラン・アルテルナティーバ2009にて勝利を収めエストレージャ入りを果たした。その後11月15日のアレナメヒコ大会においてマキシモとのカベジェラ戦を制し、念願のカベジェラ戦初勝利を収めた。
2010年2月、かつての全日本プロレス時代の後輩にあたる新日本プロレスのタイチがメキシコ遠征に出発。CMLLマットでタッグ結成を果たした。そして5月にはタイチ、同じく新日本の棚橋も加えたトリオで日本人初のCMLL世界6人タッグ王座を奪取した。9月、アレナメヒコにてメキシコ独立200周年を記念して行われたラ・コパ・ビセンテナリオ（200周年記念トーナメント）に獣神サンダー・ライガーと組んで出場するも、ミステル・ニエブラ&ボラドール・ジュニア組に敗れた。
2011年1月、2日間に渡り後楽園ホールで行われた新日本プロレス&CMLLのコラボ大会にCMLLの9選手&リングアナウンサーが来日。自身もその中の1選手として参戦。初日の大会ではアトランティスと組んでジャイアント・バーナード&カール・アンダーソンのバッド・インテンションズが持つIWGPタッグ選手権に挑戦し、敗れはしたものの白熱の好勝負を展開した。翌2日目は高橋裕二郎&内藤哲也のNO LIMITと久々にチームを結成し、ラ・ソンブラ&マスカラ・ドラダ&ラ・マスカラの持つCMLL世界6人タッグ王座に挑戦した。7月12日、ハリスコ州グアダラハラ大会でガジョを破り、日本人初のCMLLオクシデンテ・ライトヘビー級王座を奪取。9月18日に前王者ガジョの挑戦を退け初防衛に成功した。
2012年1月、新日本プロレスが開催したNJPW Presents CMLL FANTASTICAMANIA2012で1年振りに日本マット凱旋を果たした。2月、新たなパートナーとして謎のマスクマン、ナマハゲ(Namajague)がCMLLマットに登場し、ラ・フィエブレ・アマリージャ(La Fiebre Amarilla)を結成した。5月1日、CMLLのアレナコリセオ・デ・グアダラハラ大会にてバリエンテを相手にCMLLオクシデンテ・ライトヘビ―級王座の防衛戦を行い2度目の防衛を果たす。しかし同年7月10日、サグラドに敗れオクシデンテ王座3度目の防衛に失敗し、ほぼ1年守り続けたベルトを失った。9月7日、アレナメヒコで行われたメキシコ対日本の4対4イリミネーションマッチに棚橋、タイチ、ナマハゲと組んで出場し、日本軍が勝利した。その2日後の9月9日、アレナメヒコにてナマハゲとのタッグでCMLLアレナコリセオ・タッグ王座に挑戦するが敗れた。9月14日、アレナメヒコで行われたCMLL79周年アニベルサリオ大会にタイチ、ナマハゲとのトリオで出場を果たした。
2013年1月、新日本プロレスのNJPW Presents CMLL FANTASTICAMANIA2013に参戦し、安定した実力を発揮した。3月3日、アレナコリセオで行われたCMLLアレナコリセオタッグ選手権にナマハゲと組んで再挑戦し、ストゥーカ・ジュニア＆フエゴ組を破り、新王者組となった。3月15日、アレナメヒコで開催されたCMLL創立80周年最初のビッグマッチ、オメナヘ・ア・ドス・レジェンダスのメインイベントで行われたマスカラ＆カベジェラ対マスカラ＆カベジェラ戦にナマハゲと組んで出場するが、対戦相手のストゥーカ・ジュニア＆レイ・コメタ組に敗れ、Okumuraは7年ぶりに丸坊主になった（ナマハゲはマスクを取られた）。6月30日、アレナメヒコにてCMLLアレナコリセオタッグ選手権の初防衛戦が行われ、ゲレーロ・マヤ・ジュニア＆デルタを破り初防衛に成功した。8月30日、アレナメヒコで行われたチャンピオンのみが参加するトーナメント、カンペオナート・ウニベルサル2013のBブロックに出場し、棚橋との日本人対決が組まれるがダルマ式ジャーマンで敗れた。9月13日、アレナメヒコで行われたCMLL創立80周年記念アニベルサリオ大会に石井智宏、ナマハゲとのトリオで出場を果たした。11月3日、アレナコリセオにてCMLLアレナコリセオタッグ選手権が行われ、ゲレーロ・マヤ・ジュニア＆デルタの再挑戦を受けるが敗れ2度目の防衛に失敗。Okumuraとナマハゲはベルトを明け渡した。
2014年1月、NJPW Presents CMLL FANTASTICAMANIA2014に参戦した。1月31日に行われたアレナメヒコ金曜定期戦にてOkumuraの新パートナーとしてカマイタチが初登場した。6月、CMLLデビューから10周年を迎えた。CMLLの長い歴史の中で10年間所属選手として活躍した唯一の日本人選手として現地で取り上げられた。7月13日、アレナメヒコにてカマイタチと組んでゲレーロ・マヤ・ジュニア＆デルタの持つCMLLアレナコリセオタッグ選手権に挑戦するが敗れベルト奪還に失敗した。
2015年1月、新日本プロレスのCMLLファンタスティカマニア2015に参戦し、1月13日地元大阪で行われた開幕戦にてデビュー20周年&CMLL10周年アニバーサリーマッチが行われ、アンヘル・デ・オロとのマッチ・レランパゴ10分1本勝負を行い時間切れ引き分けとなった。1月17日の新木場大会にてアンヘル・デ・オロが保持するCMLL世界ライトヘビー級王座に挑戦するが惜敗した。6月、日本テレビのネプ&イモトの世界番付でメキシコで活躍する日本人プロレスラーとしてカマイタチとともに照英の取材を受ける。照英はカマイタチのマスクをかぶって試合を観戦した。
2016年1月、新日本プロレスのCMLLファンタスティカマニア2016に参戦し、1月23日に行われた後楽園ホール大会にてボビー・スイーとのタッグでゲレーロ・マヤ・ジュニア&テ・パンテルの持つアレナコリセオ・タッグ王座に挑戦するが、ボビー・スイーがゲレーロ・マヤ・ジュニアに敗れ、王座奪取はならなかった。3月18日、アレナメヒコで行われたビッグマッチ、オメナヘ・ア・ドス・レジェンダスでメヒコ対ハポンの8人タッグマッチが行われ、この試合にOkumuraも出場した。試合はメヒコ組が勝利した。7月1日、アレナメヒコでビッグマッチ´´グランプリ2016メキシコ対多国籍軍´´が行われ、Okumuraも出場を果たした。10月29日、ROHのボルチモア大会で行われたROH世界6人タッグ王座決定トーナメントにウルティモ・ゲレーロ&エチセロとのトリオ、Team CMLLで出場し、Team CMLLは1回戦でザ・アディクション&カマイタチ組を破るも、準決勝でザ・キングダム組に敗れた。
2017年1月、新日本プロレスのCMLLファンタスティカマニア2017に参戦し、1月21日の後楽園ホール大会ではストゥーカ・ジュニアとシングルマッチを行った。1月、テレビ東京の未来世紀ジパング番外編「メキシコで人気沸騰の日本人」として取り上げられた。2月、頚椎負傷で出場予定だった2月24日のアレナメヒコ大会を欠場した。4月、頚椎負傷により欠場を続けていたが、日本で頚椎脱臼骨折の手術を行った。5月、手術が成功し再びメキシコへ。11月24日のアレナメヒコ大会で9ヶ月振りに電撃復帰を果たした。12月、CMLLの記者会見でアメリカ人レスラーのサム・アドニス、ニュージーランド人レスラーのジョニー・アイドルとの外国人トリオ結成を発表した。
2018年1月、新日本プロレスのCMLLファンタスティカマニア2018に参戦し、怪我からの復活をアピールした。同年2月、新日本プロレスの川人拓来がカワトサンのリングネームでCMLLデビューし、Okumuraとのタッグを結成した。8月27日にフジテレビの世界の村のどエライさんでメキシコで有名な日本人3位、9月8日にテレビ朝日の陸海空 地球征服するなんてではメキシコで有名な日本人の8位に選ばれた。12月16日、コスタリカの首都サンホセでCWE世界王座を獲得した。
2019年1月、新日本プロレスのCMLLファンタスティカマニア2019に参戦し、最終戦の後楽園ホール大会ではアトランティス・ジュニアとシングルマッチを行なった。3月2日のアレナコリセオ大会を最後に欠場し、虫垂炎の手術を行なった。4月、地元大阪府池田市のスポーツ親善大使に就任。6月21日、スペインのビトリア・ガステイス大会で虫垂炎から復帰を果たした。7月5日のアレナメヒコ大会でCMLLに復帰した。
2020年1月、新日本プロレスのCMLLファンタスティカマニア2020に参戦し、開幕戦の地元・大阪大会のメインエベントでOkumuraデビュー25周年記念試合の6人タッグマッチが行われ、最後はOkumuraがストゥーカ・ジュニアから勝利を飾った。1月19日の後楽園ホール大会でストゥーカ・ジュニアの持つNWA世界ヒストリック・ライトヘビー級王座に挑戦するも王者が防衛を果たした。10月、バンジェリス&ダーク・マジックとCMLLの新ユニット、Los Embajadores del Mal（ロス・エンバハドーレス・デル・マル）を結成した。
2022年4月、大阪府池田市スポーツ親善大使を再任。
2023年2月、3年ぶりに再開された新日本プロレスのCMLLファンタスティカマニア2023に参戦した。5月4日に放送されたCMLLの情報番組「CMLL INFORMA」に出演し、既に行動を共にしていたポルボラ、コヨーテとのユニット名がLos Chácales del Ring（ロス・チャカレス・デル・リング）に決まった事を発表。6月、長年に渡りルチャリブレを通じて日本とメキシコ両国関係に貢献をしてきた事が認められ、メキシコで初開催されたCMLL Presenta NJPW FANTASTICA MANIA Mexico 2023アレナメヒコ大会のリング上で在メキシコ日本国大使より表彰された。9月、イギリス・マンチェスターで初開催されたRevProのCMLLファンタスティカマニアUK2023に参戦した。
2024年2月3日、MLWフィラデルフィア大会に参戦し、MLWは新日本プロレスの小島聡とOkumuraの新タッグチームCozyMAX結成を発表。2月12日に開幕した新日本プロレスのCMLLファンタスティカマニア2024に参戦し、最終戦で行われたダーク・パンテルとのシングルマッチで勝利した。5月11日、MLWのLucha Aztecaシカゴ大会で空位となったMLW世界タッグ王座決定戦、Second Gear Crew対CozyMAXが行われ、小島聡&OkumuraのCozyMAXがベルトを奪取した。5月19日、ロンドンで開催されたRevProのCMLLファンタスティカマニアUK2024に参戦した。5月24日、アレナメヒコ大会でOkumuraのメキシコ&CMLL20周年が表彰された。これは外国人選手としては異例の快挙で、CMLL一筋で20年間活躍してきた事が評価された。5月28日、アレナメヒコ大会で小島聡&OkumuraのCozyMAXがMLW世界タッグ王座初防衛を果たした。7月12日、フロリダ州タンパで行われたMLWのOpera Cupトーナメントに参戦するが、1回戦でアトランティス・ジュニアに敗れた。7月13日、アメリカで初開催された新日本プロレスのCMLLファンタスティカマニアUSA2024サンノゼ大会で小島聡&OkumuraのCozyMAXがMLW世界タッグ王座2度目の防衛を果たした。8月29日、MLWのニューヨーク大会で鈴木みのる&イクロ・クオンに敗れMLW世界タッグ王座転落。12月5日、MLWのニューヨーク大会で小島聡&OkumuraのCozyMAXが鈴木みのる&イクロ・クオンからMLW世界タッグ王座を取り返した。
2025年2月19日に開幕した新日本プロレスのファンタスティカマニア2025に参戦し、2月21日に行われた大阪大会でOkumura現役30周年記念試合が行われた。
2月22日の名古屋大会で行われた軍団対抗トーナメント2025に小島と組んで出場するが、ロス•デプレダドーレスのマグヌス&ルヒドに敗れた。2月26日の幕張メッセ大会で行われた軍団対抗トーナメント3位決定戦で勝利した。
2月27日、後楽園ホール大会でMLW世界タッグ選手権、CozyMAX対マグヌス&ルヒドが行われ、小島&Okumuraが防衛を果たした。
日本時間3月13日に配信された情報番組、CMLLインフォルマに突如坊主頭にペイント姿で出演し、日本人ルチャドールのYutaniとのタッグ結成を発表した。3月15日AEWのラスベガス大会に出場した。

## 得意技
ムーンサルトプレス
OKUMURAカッター
垂直落下ブレーンバスター
ドラゴンスープレックス
リストクラッチDDT
リバースDDT
エクスプロイダー

## タイトル歴
- CCWカナディアンヘビー級王座
- CAWFカンナムタッグ王座
- ボブワイヤーストリートファイト6人タッグ王座
- CMLL世界トリオ王座
- CMLL認定アレナコリセオタッグ王座
- トルネオ・ラ・グラン・アルテルナティーバ優勝
- オクシデンテライトヘビー級王座
- CWE世界王座
- MLW世界タッグ王座